# Bon Nant
Der Bon Nant ist ein Gebirgsfluss in Frankreich, der im Département Haute-Savoie in der Region Auvergne-Rhône-Alpes verläuft. Er entspringt am Südwestrand des Montblanc-Massivs, nahe dem Col de Bonhomme, im Gemeindegebiet von Les Contamines-Montjoie, entwässert generell in nördlicher Richtung und mündet nach rund 23 Kilometern im Gemeindegebiet von Passy als linker Nebenfluss in die Arve.

## Orte am Fluss
(Reihenfolge in Fließrichtung)
- Les Contamines-Montjoie
- Saint-Gervais-les-Bains